# Bengt Sandström
Bengt Anders Sandström, född 30 december 1959 i Biskopsgårdens församling i Göteborgs och Bohus län, är en svensk militär.

## Biografi
Sandström avlade officersexamen vid Krigsskolan 1983 och utnämndes samma år till löjtnant i armén, där han befordrades till kapten 1984. I slutet av 1980-talet tjänstgjorde han vid Lapplands jägarregemente. Han befordrades till major 1991 och till överstelöjtnant 1998 och tjänstgjorde under 1990-talet i Högkvarteret, där han var adjutant hos överbefälhavaren 1998–2000 och chef för Förbandsledningssektionen hos arméinspektören i Grundorganisationsledningen 2003–2004. Han var chef för Norrlands dragonregemente under 2004 och chef för Arméns jägarbataljon under 2005. Efter att ha befordrats till överste[källa behövs] var han chef för svenska insatsen i Afghanistan från maj till november 2006, biträdande chef för ISAF:s norra kommando i Afghanistan från januari 2010 och tillförordnad chef för Säkerhetskontoret i Militära underrättelse- och säkerhetstjänsten i Högkvarteret tillika operativ ledare för Försvarsmaktens säkerhetstjänst. Sandström var generalsekreterare för Försvarsutbildarna 2011–2021 och var som reservofficer från maj 2016 under några månader Mission Deputy Commander för European Union Training Mission i Mogadishu i Somalia.